# ستيوارت روي كلارك
ستيوارت روي كلارك (بالإنجليزية: Stuart Roy Clarke)‏ هو مصور بريطاني، ولد في 1961.